# 권수현 (배우)
권수현(1986년 8월 18일 ~ )은 대한민국의 배우이자 기타리스트이다.

## 학력
- 삼천초등학교 졸업
- 풍남중학교 졸업
- 상산고등학교 졸업
- 계원예술대학교 중퇴

## 경력
고등학교 재학 당시 보컬 나무와 밴드 동아리를 결성해 음악 활동을 하였다. 졸업 후 대학을 미대로 진학하였으나 나무를 다시 만나 팀을 재결성하며 기타리스트로 활동하는데, 이 팀이 '별빛이 내린다'라는 곡으로 유명해진 '안녕바다'였다.
기타리스트로 활동하던 중 《괜찬타》(2011)라는 독립영화에 캐스팅 되어 처음 영화에 출연하게 되었는데, 연기는 아니었고 그냥 공연을 하는 것이었다. 이 후 영화 연출팀이 밴드 공연에 왔다가 눈 여겨보고 캐스팅 제의를 했고, 음악을 소재로 한 영화라 재미있을 것 같아 촬영을 했는데, 이 영화가 데뷔작인 《나는 공무원이다》(2012)이다.
연기를 해보니 그림을 그리고 악기를 다루고 곡을 썼던 작업보다 표현의 폭이 넓어지는 느낌이고, 함축적이지 않고 그 안에 직접 들어가서 표현할 수 있다는 것에 매력을 느껴 배우로 전향한다.
군대를 다녀오고 본격적인 배우 활동을 하기 위해 오디션을 보고 소속사 찾아 드라마 《달려라 장미》(2014~2015)의 여주인공 동생 백장수 역을 맡는다.
드라마 《상류사회》(2015), 《THE K2》(2016)에 출연하며 짧은 등장에도 눈도장을 제대로 찍었고, 영화 《밀정》(2016)에서 의열단원 선길 역을 맡아 영화 후반부 강한 인상을 남기어 그 해 제24회 대한민국문화연예대상 영화부문 남우신인상을 수상하였다.
2017년에는 드라마 《추리의 여왕》, 《청춘시대 2》, 영화 《여교사》 등에 출연하며 스크린과 브라운관을 종횡무진 활약하였고, 드라마《하늘에서 내리는 일억개의 별》(2018)에서는 순수하고 의욕 넘치는 형사 엄초롱 역을 맡아 시청자들에게 존재감을 크게 알렸다.
드라마《어비스》(2019)에서는 중앙지검 특수부 수석검사 서지욱 역으로 초반 엄친아의 완벽하고 도도한 모습부터 후반부 숨겨진 악마성을 드러내는 폭넓은 감정 연기를 완벽하게 표현하여 강렬한 인상을 남겼다.
2019년 9월, 스토리제이컴퍼니로 소속사를 이적하며 더욱 활발한 활동을 예고하였으며,《청춘기록》(2020)에서는 인턴 사진작가 김진우 역을 맡아 자유분방하고 소신 뚜렷한 청춘 진우를 사랑스럽게 그려내 전작 《어비스》의 섬뜩한 사이코패스 캐릭터를 완벽하게 지워내며 넓은 연기 스펙트럼을 증명해냈다.
2021년에는 에피소드 주연을 맡으며 《러브 스포일러》에서 사운드 엔지니어 김영훈 역으로 사랑에 상처받고 극복해 나가는 과정을 유연하게 풀어내며 보는 이들의 깊은 공감을 자아냈고, 《무브 투 헤븐》에서 의사 정수현 역에 완벽히 녹아들어 복잡미묘한 감정을 눈빛만으로 고스란히 전달하며 여러 캐릭터 사이에서 빛나는 존재감을 입증했다.
《크라임 퍼즐》에서는 냉철한 엘리트 검사 차승재 역을 맡아 숨겨진 의도부터 공조와 갈등까지 세밀하게 그려내며 매 장면을 긴장감 넘치게 이끌고 있으며, 2022년 현재 방영중인 드라마 《미남당》에서는 극 중 서부지검 검사 차도원 역을 맡아 다재다능하고 정의로운 검사로 유명하지만 친절한 미소 뒤에 단단한 한 칼을 지닌 반전매력의 인물을 보여주었다. 또한 9월 21일 개봉한 영화 《늑대사냥》에서 이전과는 다른 모습으로 변신하여 스크린으로도 만나 볼 수 있다.
한없이 순수하고 밝은 성정의 인물부터 소름을 유발하는 이중적 면모를 가진 악랄한 인물까지, 장르와 배역을 유연하게 넘나들며 밀도 높고 폭넓은 연기를 보여주는 배우. 다양한 작품을 통해 차근차근 필모그래피를 쌓으며 매 작품 남다른 캐릭터 소화력으로 시선을 사로잡고 있다.

## 연기 활동

### 드라마
| 연도         | 방송사          | 제목                                             | 역할               | 비고           |
| ------------ | --------------- | ------------------------------------------------ | ------------------ | -------------- |
| 2014         | SBS             | 《달려라 장미》                                  | 백장수             | 123부작        |
| 2015         | SBS             | 《달려라 장미》                                  | 백장수             | 123부작        |
| 《상류사회》 | SBS             | 이태건                                           | 16부작             |                |
| 2016         | tvN             | 《THE K2》                                       | 16부작             | JSS 경호원     |
| 2017         | KBS2            | 《추리의 여왕》                                  | 16부작             | 하완승(20대)   |
| 2017         | JTBC            | 《청춘시대 2》                                   | 황우섭             | 14부작         |
| 2017         | KBS2            | 《KBS 드라마 스페셜 - 만나게 해, 주오》          | 유토               | 단막극         |
| 2017         | tvN             | 《tvN 드라마 스테이지 - 박대리의 은밀한 사생활》 | 김경수 실장        | 단막극         |
| 2018         | JTBC            | 《으라차차 와이키키》                            | 이준기의 선배 배우 | 18회, 특별출연 |
| 2018         | Youtube Premium | 《탑 매니지먼트》                                | 제이럽             | 1회, 특별출연  |
| 2018         | tvN             | 《하늘에서 내리는 일억 개의 별》                 | 엄초롱             | 16부작         |
| 2019         | tvN             | 《어비스》                                       | 서지욱             | 16부작         |
| 2020         | MBC             | 《꼰대인턴》                                     | 가열찬의 친구      | 1회, 특별출연  |
| 2020         | tvN             | 《청춘기록》                                     | 김진우             | 16부작         |
| 2021         | tvN             | 《tvN 드라마 스테이지 - 러브 스포일러》          | 김영훈             | 단막극         |
| 2021         | Netflix         | 《무브 투 헤븐: 나는 유품정리사입니다》          | 정수현             | 5회            |
| 2021         | tvN             | 《어느 날 우리집 현관으로 멸망이 들어왔다》      | 건                 | 6회, 특별출연  |
| 2021         | 올레 TV Seezn   | 《크라임 퍼즐》                                  | 차승재             | 10부작         |
| 2022         | KBS2            | 《미남당》                                       | 차도원             | 18부작         |
| 2025         | SBS             | 《보물섬》                                       | 염희철             | 16부작         |

### 영화
| 연도 | 제목                | 역할       | 비고     |
| ---- | ------------------- | ---------- | -------- |
| 2011 | 《괜찬타》          | 기타리스트 | 독립영화 |
| 2012 | 《나는 공무원이다》 | 수         |          |
| 2016 | 《밀정》            | 선길       |          |
| 2017 | 《여교사》          | 반장       |          |
| 2022 | 《늑대사냥》        | 진강우     | 우정출연 |

## 방송
| 연도 | 방송사 | 제목                  |
| ---- | ------ | --------------------- |
| 2007 | EBS    | 《EBS 스페이스 공감》 |
| 2015 | KBS2   | 《청춘 익스프레스》   |
| 2022 | KBS2   | 《유희열의 스케치북》 |

## 수상
| 연도 | 시상식                      | 수상 부분           | 작품     | 결과 |
| ---- | --------------------------- | ------------------- | -------- | ---- |
| 2016 | 제24회 대한민국문화연예대상 | 영화부문 남우신인상 | 《밀정》 | 수상 |